# レオポルト・フォン・バイエルン
レオポルト・マクシミリアン・ヨーゼフ・マリア・アルヌルフ・フォン・バイエルン（ドイツ語: Prinz Leopold Maximilian Joseph Maria Arnulf von Bayern, 1846年2月9日 - 1930年9月28日）は、バイエルン王国の摂政王子ルイトポルトの次男、バイエルン王子（Prinz von Bayern）。兄はバイエルン国王ルートヴィヒ3世。

## 生涯
16歳でバイエルン王国軍に入隊し、普墺戦争で軍を指揮した。戦争後はヨーロッパやアジアを旅してまわった。1873年4月20日にオーストリア皇帝フランツ・ヨーゼフ1世と皇后エリーザベトの次女ギーゼラとウィーンで結婚した。
レオポルトは1905年にバイエルン軍での働きを称えられて陸軍元帥に昇進し、1913年に退役した。

## 子女
- エリーザベト・マリー・アウグステ（1874年 - 1957年） - ゼーフリート・アウフ・ブッテンハイム男爵オットーと結婚。
- アウグステ・マリア・ルイーゼ（1875年 - 1964年） - オーストリア大公ヨーゼフ・アウグストと結婚。
- ゲオルク・フランツ・ヨーゼフ（1880年 - 1943年） - オーストリア大公女イザベラと結婚し、後に離婚。
- コンラート・ルイトポルト・フランツ（1883年 - 1969年） - ジェノヴァ公女ボナ・マルゲリータと結婚。

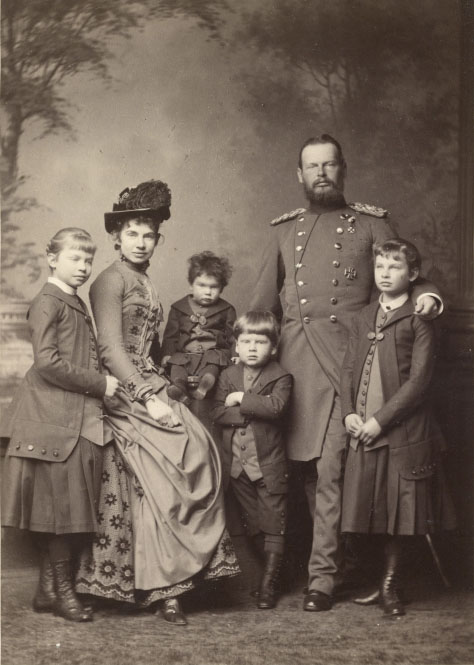
レオポルト、妻ギーゼラと子供たち